# اعوجاج المفاصل

## العلامات والأعراض
تتأثر كل مفاصل مريض اعوجاج المفاصل في معظم الحالات؛ إذ تتأثر جميع الأطراف في 84٪ من الحالات، والطرفان السفليان فقط في 11٪ من الحالات، والطرفان العلويان فقط في 4٪ من الحالات. تُظهر المفاصل المتأثرة علامات وأعراضًا نموذجية، على سبيل المثال: يكون الكتف بوضعية دوران داخلي والرسغ بانحراف زندي أو راحي وتكون الأصابع في اليدين بحالة انثناء ثابت والإبهام في راحة اليد والورك بحالة قبض وتبعيد ودوران خارجي وخلع في كثير من الأحيان). يكون مدى الحركة مختلفًا بين المفاصل بسبب الانحرافات المختلفة. تصيب بعض أنواع اعوجاج المفاصل مثل قصور التعظل- المفاصل والأطراف بشكل متناظر مع الحفاظ على الأحاسيس طبيعية. يؤدي تفقع المفاصل إلى تأخر المشي في السنوات الخمس الأولى، ولكن لا تتنبأ شدة التفقع بالضرورة بالقدرة أو عدم القدرة على المشي في نهاية المطاف.
يكون الذكاء طبيعيًا أو فوق الطبيعي لدى الأطفال المصابين بقصور التعظل، ولكن يبقى عدد الأطفال الذين يملكون ذكاء فوق الطبيعي غير معروف، ولا تتوفر أي معلومات متاحة في الأدب الطبي حول سبب هذه المتلازمة. يتأثر الوجه والقحف في بعض المتلازمات مثل متلازمة فريمان- شيلدون ومتلازمة غوردون. يعاني بعض المرضى المصابين بقصور التعظل –وهو أحد أشكال اعوجاج المفاصل- من ورم وعائي على الخط الناصف للوجه في بعض الأحيان. لا يعتبر اعوجاج المفاصل تشخيصًا وإنما موجودات سريرية لا غير. ولذلك، يصاحب هذا المرض متلازمات أو أمراض أخرى في غالب الأحيان. قد تؤثر تلك المتلازمات الأخرى على أي عضو في جسم المريض. والشائع من هذه الحالات ما يلي: نقص تنسج الرئة والخصية الهاجرة وعيوب القلب الخلقية والنواسير الرغامية المريئية والفتوق الإربية والحنك المشقوق والتشوهات العينية.

## الأسباب
أظهرت الأبحاث أن إعاقة الحركة الطبيعية للمفاصل قبل الولادة قد يؤدي إلى حدوث التفقع. وقد يحدث اعوجاج المفاصل نتيجةً لعوامل وراثية وبيئية. من حيث المبدأ: أي عامل يحد من حركة الجنين يمكن أن يؤدي إلى تفقع خلقي. لا زالت الأسباب الدقيقة لاعوجاج المفاصل غير معروفة.

### العوامل الخارجية
قد تكون التشوهات المفصلية في اعوجاج المفاصل ثانوية للعوامل البيئية مثل: نقص الحركة داخل الرحم وقلة السائل السلوي (انخفاض حجم السائل داخل الرحم أو توزعه بشكل غير طبيعي) وعيوب في تدفق الدم للجنين. تشمل الأسباب الأخرى: فرط الحرارة وتثبيت الأطراف والالتهابات الفيروسية. في حالات نادرة، تؤدي إصابة الأم بالوهن العضلي الوخيم إلى اعوجاج المفاصل. السبب الرئيسي لدى البشر هو تعذر حركة الجنين (نقص حراك الجنين). ومع ذلك، كان هذا موضع جدال مؤخرًا.

### عوامل داخلية
قد يحدث اعوجاج المفاصل بسبب عوامل داخلية، ويشمل هذا اضطرابات تطور الجزيئات والعضلات والأنسجة الضامة أو الاضطرابات العصبية.

### الأساس الجزيئي
أظهرت الأبحاث ارتباط أكثر من 35 اضطرابًا وراثيًا باعوجاج المفاصل. تكون معظم هذه الطفرات مغلطة، ما يعني أن الطفرة تؤدي إلى حمض أميني مختلف. تشمل الطفرات الأخرى التي قد تسبب اعوجاج المفاصل: عيوبًا جينية مفردة (وراثة متنحية مرتبطة بالصبغي X وجسدية متنحية أو قاهرة)، وعيوب الميتوكوندريا واضطرابات الكروموسومات (على سبيل المثال: تثلث الصبغي 18). يظهر هذا في المفاصل البعيدة في معظم الحالات. يسبب حدوث طفرات في الجينات الخمسة (TNN12 وTNNT3 وTPM2 وMYH3 وMYH8) اعوجاج المفاصل البعيدة. قد يعاني المريض أيضًا من اضطرابات تطور النسيج الضام والعصبي والعضلي.

### اضطرابات تطور العضلات والأنسجة الضامة
يؤدي فقدان كتلة العضلات مع اختلال توازن قوة العضلات في المفصل إلى شذوذ الأنسجة الضامة، ويؤدي هذا إلى تثبيت المفصل وتقليل حركة الجنين. تؤدي التشوهات العضلية إلى تقليل حركة الجنين، ويشمل هذا: ضمور العضلات واعتلالها واضطرابات الميتوكوندريا. يحدث هذا في الغالب نتيجة اضطراب وظيفة المعقد المرتبط بالديستروفين- الغليكوبروتين في غشاء الألياف العضلية الهيكلية.

### التشوهات العصبية
تبقى آلية وسببية التفقع الخلقي وخاصةً اعوجاج المفاصل وتأثير الطفرات مجالًا فعالًا للبحث؛ إذ يساعد تحديد هذه العوامل في تطوير العلاج والكشف الخلقي عن اعوجاج المفاصل.